# Stoczek Klasztorny
Stoczek Klasztorny (Duits: Kloster Springborn) is een dorp in het Poolse woiwodschap Ermland-Mazurië, in het district Lidzbarski. De plaats is genoemd naar het centraal gelegen klooster, ligt nabij het dorp Stoczek en maakt deel uit van de gemeente Kiwity.

## Geschiedenis
Het dorp Stoczek is in 1349 opgericht door bisschop Herman van Praag. Het dorp omvatte 40 włok (718 hectare) volgens het Kulmer recht. Er kwam een kapel waarin een beeld van de Moeder Goeds werd aanbeden. Bisschop Szyszkowski liet op de grond van de kapel in 1639-1641 een stenen ronde kerk bouwen als votiefoffer na het einde van de eerste Pools-Zweedse oorlog. De kerk werd overgedragen aan de Cisterciënzers van Wartenburg. Aanvankelijk leefden de monniken in houten gebouwen tot 1666. Bisschop Johann Stephan Wydzga liet de stenen kloostergebouwen bouwen.
Onder bisschop Załuski werd vanaf 1708 een klooster met vier hoekkapellen rond de kerk gebouwd in de stijl van Święta Lipka. De constructie werd voltooid onder bisschop Teodor Andrzej Potocki. Tijdens zijn ambtstermijn werd het klooster uitgebreid tot een viervleugelig complex met binnenplaats in het oosten. In 1716 werd de kerk ingewijd door bisschop Potocki als "Maria, koningin van de vrede" (Regina Pacis). Het bedevaartsoord genoot van de bloeitijd in de jaren 1740 en 1750, toen het bijna even populair was als Święta Lipka.
Na de secularisatie van de Orde in Pruisen, nam de staat de kerk en het klooster over, de laatste monnik stierf in 1826. Tijdens het ambt van de bisschop Andreas Stanislaus von Hatten (1838-1841) werden de kerk en het klooster echter teruggebracht naar het Aartsbisdom Warmia. In 1870 overhandigde bisschop Philipp Krementz het klooster aan Lazaristen uit het Rijnland. Als gevolg van de Kulturkampf moesten ze zich drie jaar later terugtrekken. In 1909 werden de kloosterplaatsen met één verdieping vergroot, in 1913 kreeg het klooster een bijlage aan de tuinzijde. In 1926 werd het klooster overgedragen aan de Franciscanen.
Van oktober 1953 tot oktober 1954 werd de primaat van Polen, kardinaal Stefan Wyszyński, door de communisten in het klooster geïnterneerd. Hij woonde in kamers op de eerste verdieping van het klooster en werd vergezeld door een priester en een non. Nadat Radio Free Europe het verblijf van de primaat bekendmaakte, werd hij doorgestuurd naar Prudnik in Opper-Silezië.
De kerk kreeg in 1987 de rang Basilica minor van Paus Johannes Paulus II.

## Verkeer en vervoer

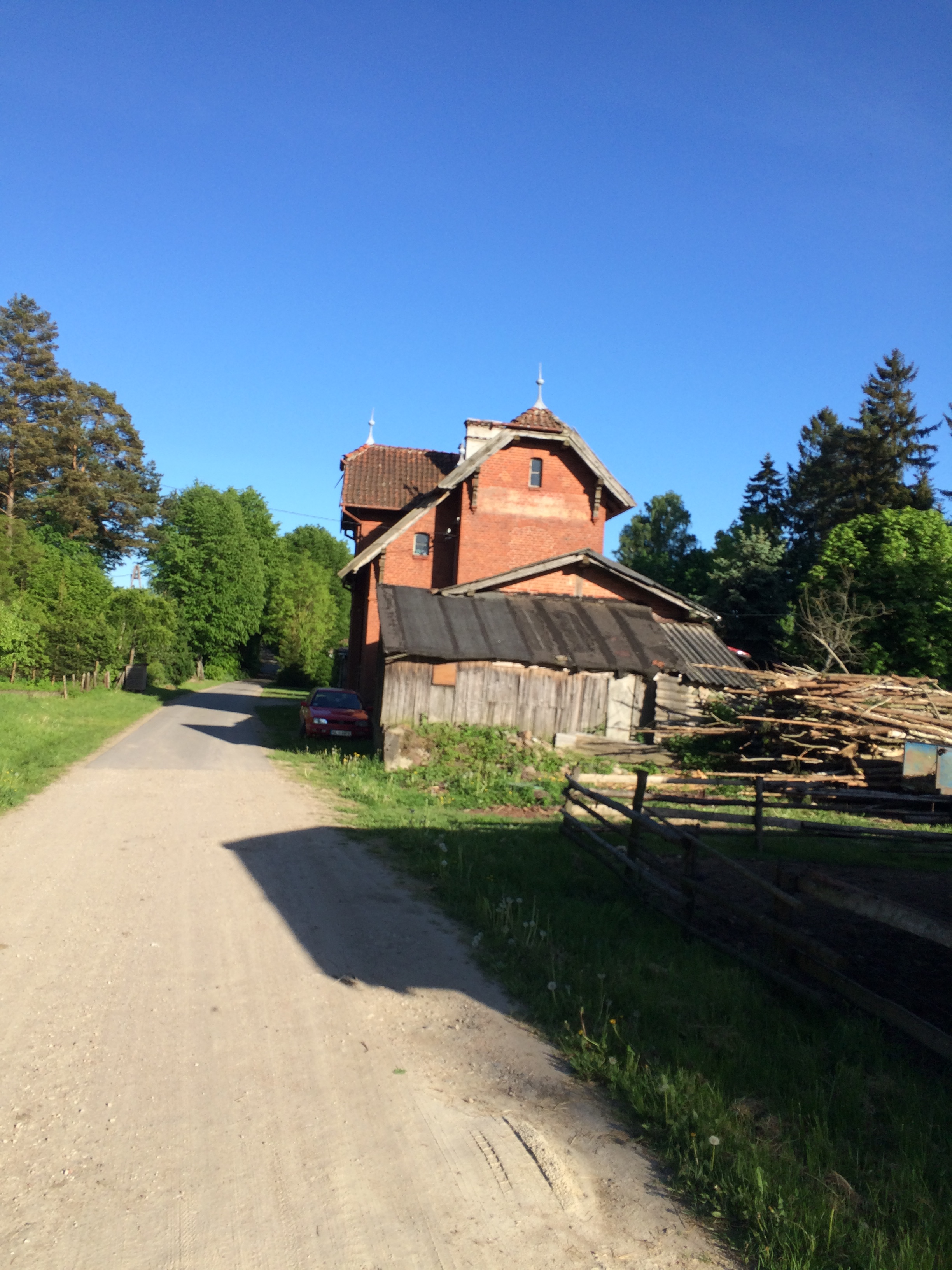
voormalig station Kierwiny

Vlak buiten het dorp ligt het voormalig station Kierwiny. Dit station lag aan de spoorlijn Lidzbark Warmiński - Sątopy Samulewo, die in 1945 door het Rode Leger is vernietigd.

## Sport en recreatie
- Door deze plaats loopt de Europese wandelroute E11. De E11 loopt van Den Haag naar het oosten, op dit moment de grens Polen/Litouwen. Ter plaatse komt de route van het westen van Lidzbark Warmiński en vervolgt in oostelijke richting naar Kiwity.